# هادس (آلبوم ویکس)
هادس ششمین آلبوم تک‌آهنگۀ گروه ویکس و همچنین بخش دوم پروژهٔ کانسپشن ۲۰۱۶ همراه با کراتوس و زلوس می‌باشد. این آلبوم ۱۲ اوت ۲۰۱۶ تحت نظر کمپانی جلی‌فیش با آهنگ اصلی «خیال» منتشر شد.

## زمینه و انتشار
"برای هر آهنگ، یک اسطورهٔ متفاوت پدیدار می‌شود. ما تمام تلاشمان را
می‌کنیم تا استیج و آهنگی بسازیم تا با آن‌ها همخوانی داشته باشد."

ویکس در مجلهٔ ماه می سینگلز

در ۲۹ مارس ۲۰۱۶، جلی‌فیش آرت فیلمی از پروژهٔ کانسپشن منتشر کرد. که به منزلهٔ شروع این پروژه بود. در این پروژه، ویکس جنبهٔ مفهومی خود را که همراه با اساطیر یونانی بود به همگان نشان داد. اینستاگرام رسمی هم برای این پروژه ساخته شد. ۱۰ آوریل، ویکس تریلری از پروژه منتشر کرد. در ۹ روز بعد در ۱۹ آوریل، زلوس که راجع به اسطورهٔ یونانی با نام زلوس بود، منتشر شد.
در ۱ آگوست، ویکس اعلام کرد که نام آلبوم آن‌ها هادس خواهد بود. که راجع به خدای یونانی، هادس است که خدای عالم اموات است. در ۲ آگوست، ویکس تیزرهایی برای آلبوم منتشر کرد. در ۵ آگوست ویکس اسامی ترک‌های آلبوم را منتشر کرد. اعلام شد که این آلبوم در دو ورژن منتشر می‌شود، یک نسخهٔ عادی و یک نسخهٔ کینو. نسخهٔ عادی شامل یک سی دی، یک فوتوبوک با ۶۸ صفحه، یک فوتوکارد و یک پوستر می‌شود در حالی‌که نسخهٔ کینو دارای یک کارت کینو، پست کارت، عکس پرینت گرفته شده، ۳۱ فوتوکارد و یک پوستر است. در ۵ آگوست، کانسپت فیلمی از آلبوم منتشر شد. روز بعد از آن، موزیک اسپویلری از «خیال» منتشر شد که در آن لئو در حال نواختن مونلایت سوناتا از بتهوون بود. در ۹ آگوست، ویکس خلاصه‌ای از تمامی آهنگ‌ها منتشر کرد. در روز بعد، تیزری از موزیک ویدیو منتشر شد. نهایتاً موزیک ویدیوی «خیال» در ۱۴ آگوست منتشر شد. این آهنگ تم دارکی دارد که راجع به خدای عالم اموات است در حالی که آلبوم اول راجع به خدای حسادت بود.
آهنگ «خیال» در چارت آلبوم‌های گائون در جایگاه اول قرار گرفت و در آهنگ‌های دیجیتال گائون رتبهٔ ۲۲ و در آهنگ‌های دیجیتال جهان بیلبورد رتبهٔ ۵ را به دست آورد و در ماه آگوست ۹۷۲۲۲ نسخه از آن فروخته شد.

## آهنگسازی
آهنگ اصلی با عنوان «خیال» توسط کیم می جین و راوی نوشته شده و توسط کانال دیواین آهنگسازی شده‌است. این آهنگ فضایی دراماتیک و ارکسترال دارد که از کیفیت بسیار ظریف و بالایی برخوردار است. ترک دوم با نام «عاشقم باش» توسط کیم چانگ روک و آندرو باگ و هان کیونگ سو و راوی نوشته و توسط کیم چانگ روک و آندرو باگ و دویل کت آهنگسازی شده‌است. ترک سوم و آخر با نام «اثر پروانه‌ای» توسط هوانگ جی وون و راوی نوشته و توسط اریک لیدبوم و آندریاس اوبرگ آهنگسازی شده‌است.

## پروموشن
ویکس پروموشن خود را با اجرای این آهنگ در سومین کنسرت خود با نام «الیسیوم» از ۱۳ آگوست شروع کرد. که بعد از آن در برنامهٔ ویژه‌ای در نیور لایو در ۱۴ آگوست ادامه داد. بعد از آن هم ویکس آهنگ‌های «خیال» و «عاشقم باش» را در برنامه‌های متفاوتی اجرا کرد. آن‌ها اولین جایزهٔ خود را در ۲۳ آگوست به خانه بردند. ویکس پروموشن خود را در ۱۱ سپتامبر در حالی که سه بار در جایگاه اول قرار گرفته بود، به پایان رساند.

## لیست آهنگ‌ها
※ آهنگ پررنگ شده، آهنگ اصلی آلبوم می‌باشد.
| شماره      | نام                        | سراینده                                   | آهنگساز                   | مدت   |
| ---------- | -------------------------- | ----------------------------------------- | ------------------------- | ----- |
| ۱.         | «خیال»                     | کیم می‌جین (موزیک کیوب)، راوی              | دیواین چنل                | ۳:۲۹  |
| ۲.         | «عاشقم باش»                | کیم چانگ‌روک، آندرو باگ، هان کیونگ‌سو، راوی | کیم چانگ‌روک، آندرو باگ    | ۳:۵۱  |
| ۳.         | «اثر پروانه‌ای» (나비 효과) | هوانگ جی‌وون (جم فکتوری)، راوی             | اریک لیدبوم، آندریاس ابرگ | ۳:۲۱  |
| ۴.         | «خیال» (بی‌کلام)            |                                           | دیواین چنل                | ۳:۲۹  |
| مجموع مدت: | مجموع مدت:                 | مجموع مدت:                                | مجموع مدت:                | ۱۵:۰۰ |

## نامزدی‌ها و جوایز

### جوایز
| سال  | جایزه                    | دسته                                | گیرنده                               | نتیجه    |
| ---- | ------------------------ | ----------------------------------- | ------------------------------------ | -------- |
| ۲۰۱۶ | جوایز موسیقی آسیایی اِم‌نت | بهترین رقص و اجرای زنده - بخش مردان | خیال                                 | نامزدشده |
| ۲۰۱۶ | جوایز موسیقی آسیایی اِم‌نت | آهنگ سال                            | خیال                                 | نامزدشده |
| ۲۰۱۶ | جوایز پاپ آسیای اس‌بی‌اس   | آلبوم سال                           | مفهومی سه‌گانه (زلوس و هادس و کراتوس) | نامزدشده |
| ۲۰۱۶ | جوایز موسیقی جدول گائون  | بیشترین فروش در ۳ ماهه سوم          | هادس                                 | نامزدشده |

### جوایز برنامه‌های موسیقی
| آهنگ   | نمایش     | تاریخ          |
| ------ | --------- | -------------- |
| "خیال" | دِ شو      | ۲۳ اوت ۲۰۱۶    |
| "خیال" | شو چمپیون | ۲۴ اوت ۲۰۱۶    |
| "خیال" | دِ شو      | ۶ سپتامبر ۲۰۱۶ |

## نمودار عملکرد
| نمودار                                | وضعیت در نمودار | فروش           |
| ------------------------------------- | --------------- | -------------- |
| کره جنوبی (جدول گائون)                | ۱               | - کره: ۱۰۲,۵۵۴ |
| کره جنوبی (جدول موسیقی دیجیتال گائون) | ۲۲              | - کره: ۱۰۲,۵۵۴ |
| تایوان (جدول موسیقی کره و ژاپن)       | ۲               | - کره: ۱۰۲,۵۵۴ |
| آهنگ‌های دیجیتال جهانی بیلبورد         | ۵               | - کره: ۱۰۲,۵۵۴ |

## تاریخ انتشار
| منطقه         | تاریخ       | فرمت                  | کمپانی        |
| ------------- | ----------- | --------------------- | ------------- |
| کره جنوبی     | ۱۲ اوت ۲۰۱۶ | سی دی، دانلود دیجیتال | جلی‌فیش ، سی‌جِی |
| در سراسر جهان | ۱۲ اوت ۲۰۱۶ | دانلود دیجیتال        | جلی‌فیش        |